# Rușii-Munți, Mureș
Rușii-Munți (în maghiară Marosoroszfalu, în germană Russ) este satul de reședință al comunei cu același nume din județul Mureș, Transilvania, România.

## Istoric
Satul Rușii-Munți este atestat documentar în anul 1319.

## Vechea mănăstire
Aici s-a aflat o mănăstire lângă "Sebes dictum", în stăpânirea neuniților. În pofida ordinului de distrugere a mănăstirilor ortodoxe din Ardeal, emis de generalul Adolf von Buccow în anul 1761, această mănăstire a scăpat neatinsă.

## Localizare
Localitatea este situată pe râul Mureș, pe drumul național DN 15 Târgu Mureș - Reghin - Piatra Neamț cât și pe linia ferată Târgu Mureș - Deda.

## Imagini

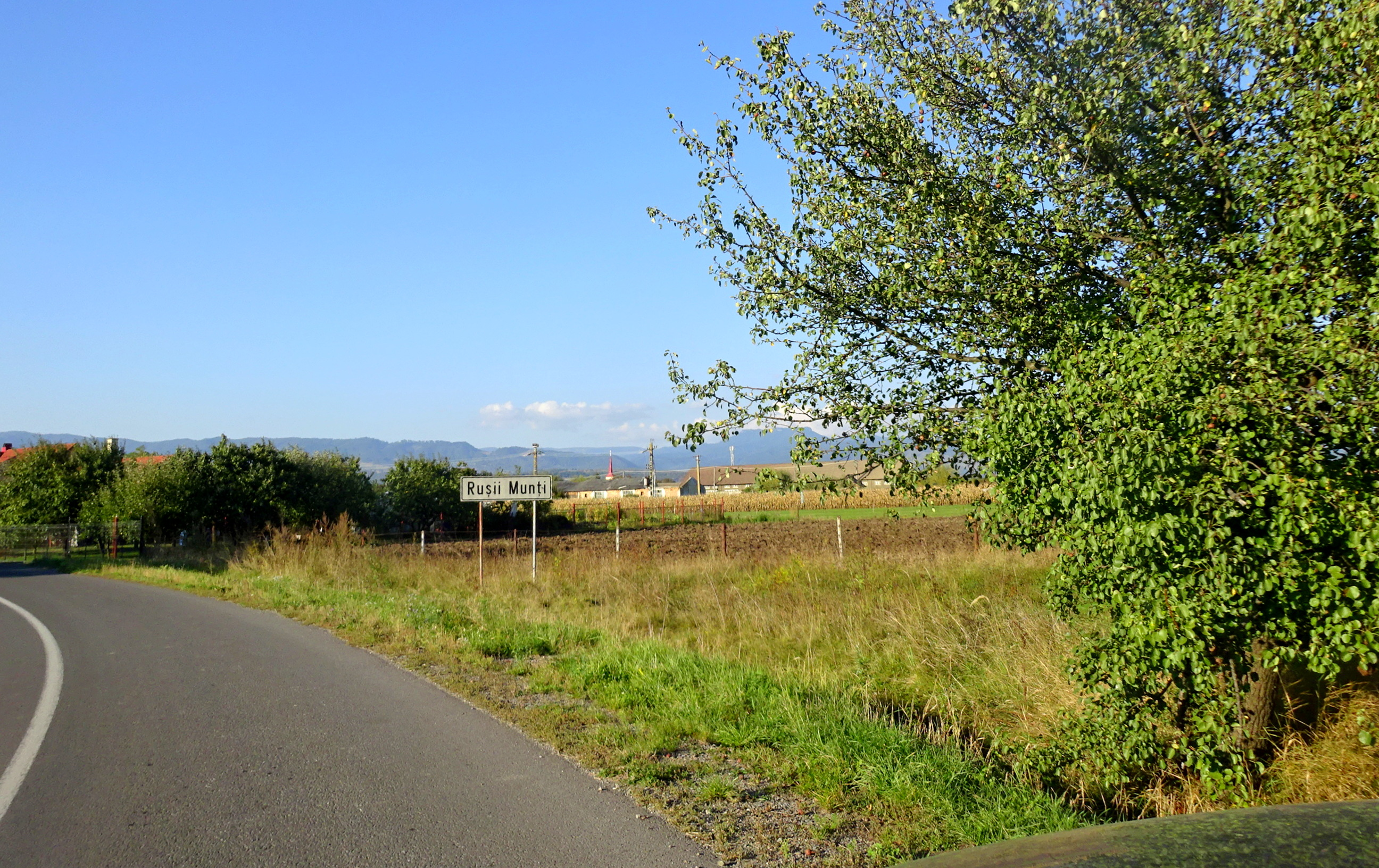
Intrarea dinspre Aluniș
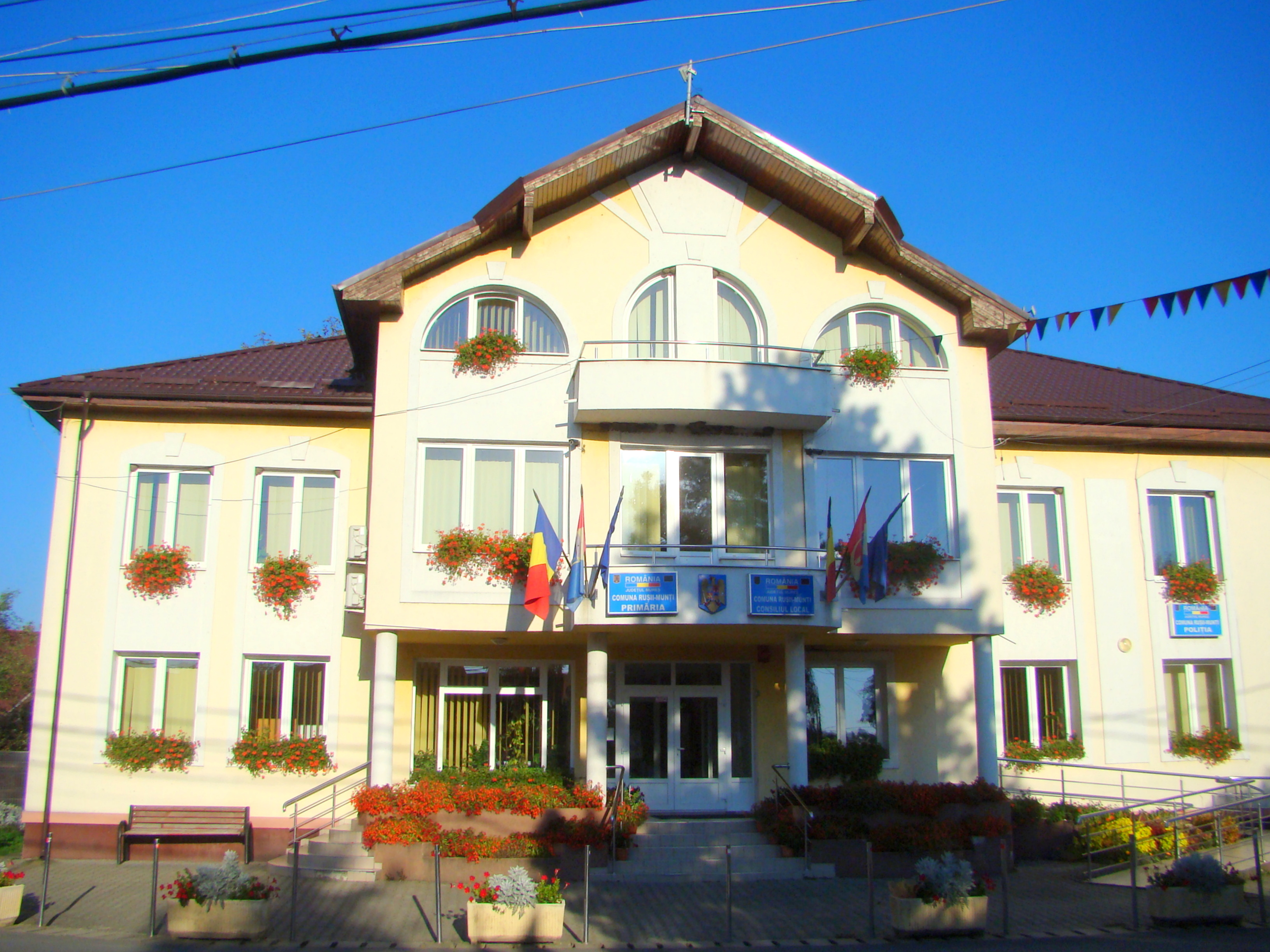
Primăria comunei
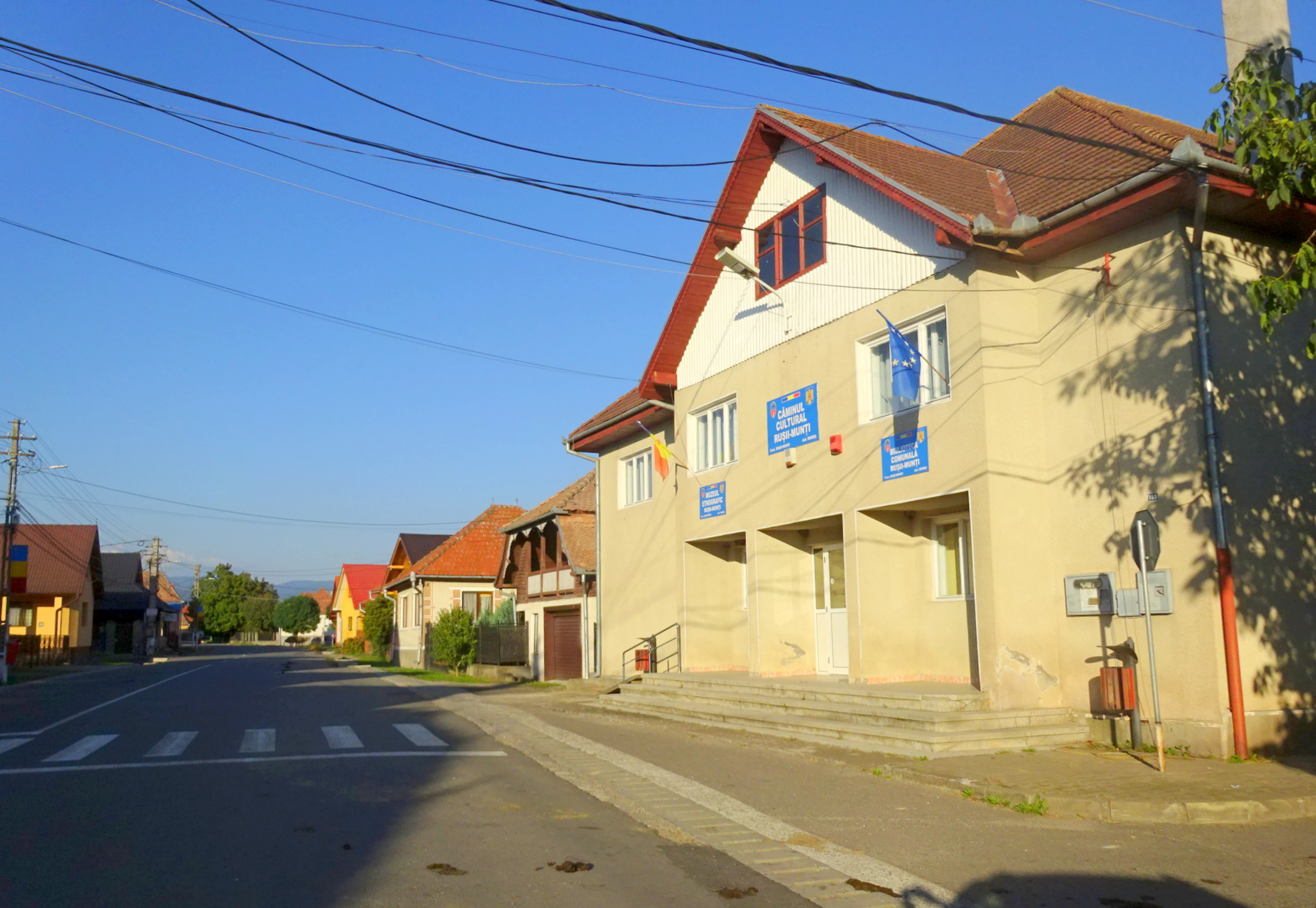
Căminul cultural
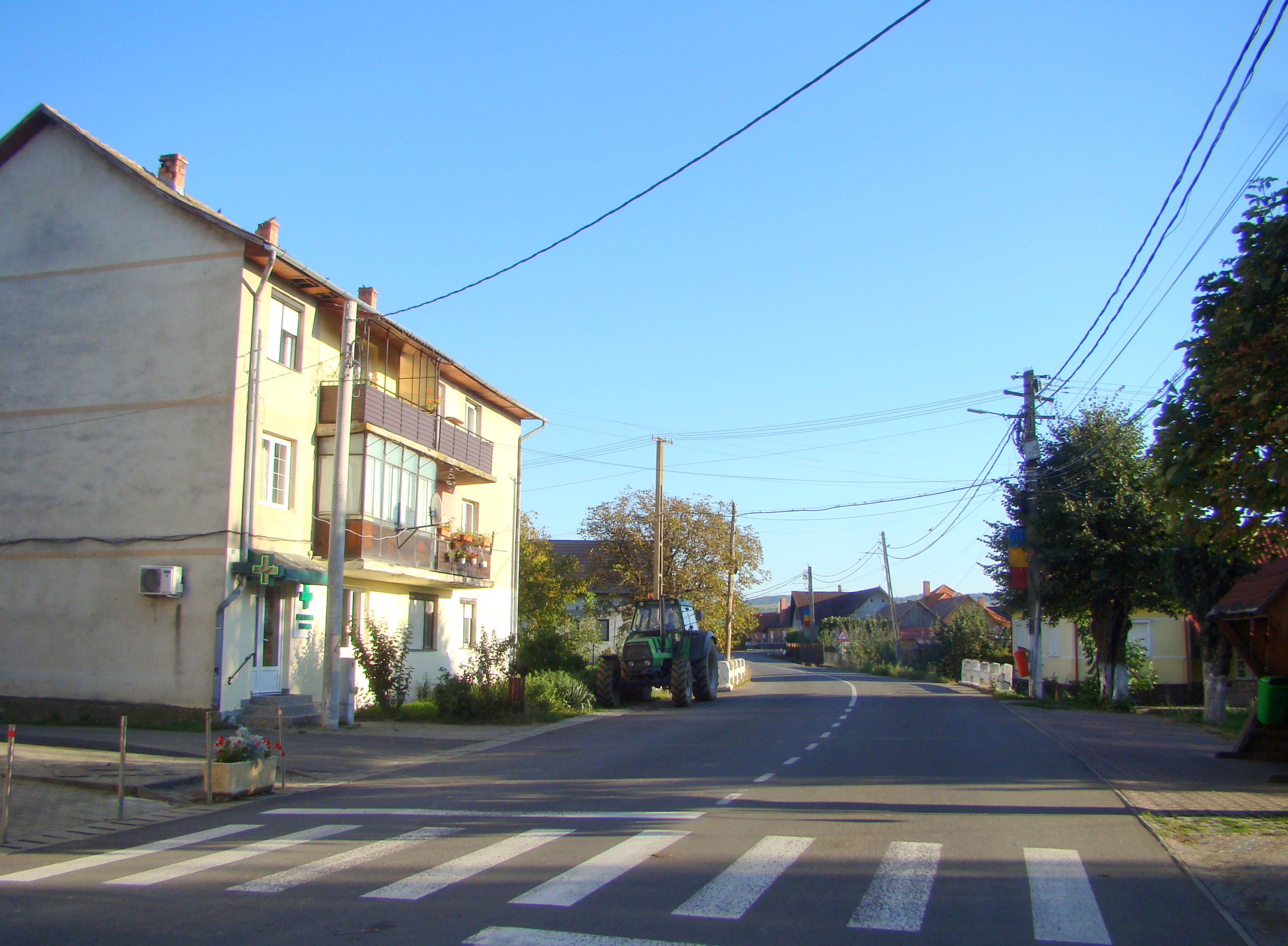
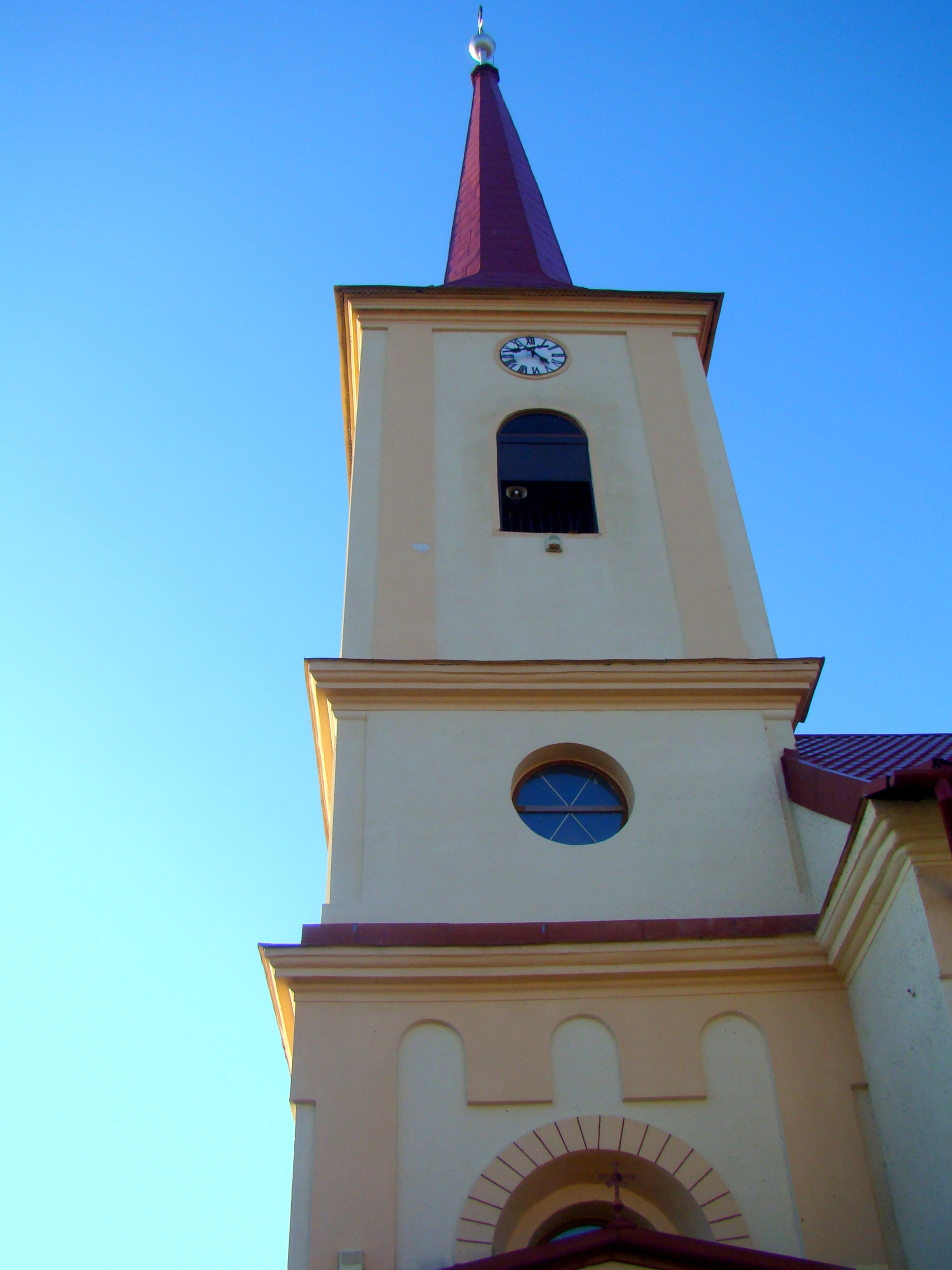
Turnul bisericii
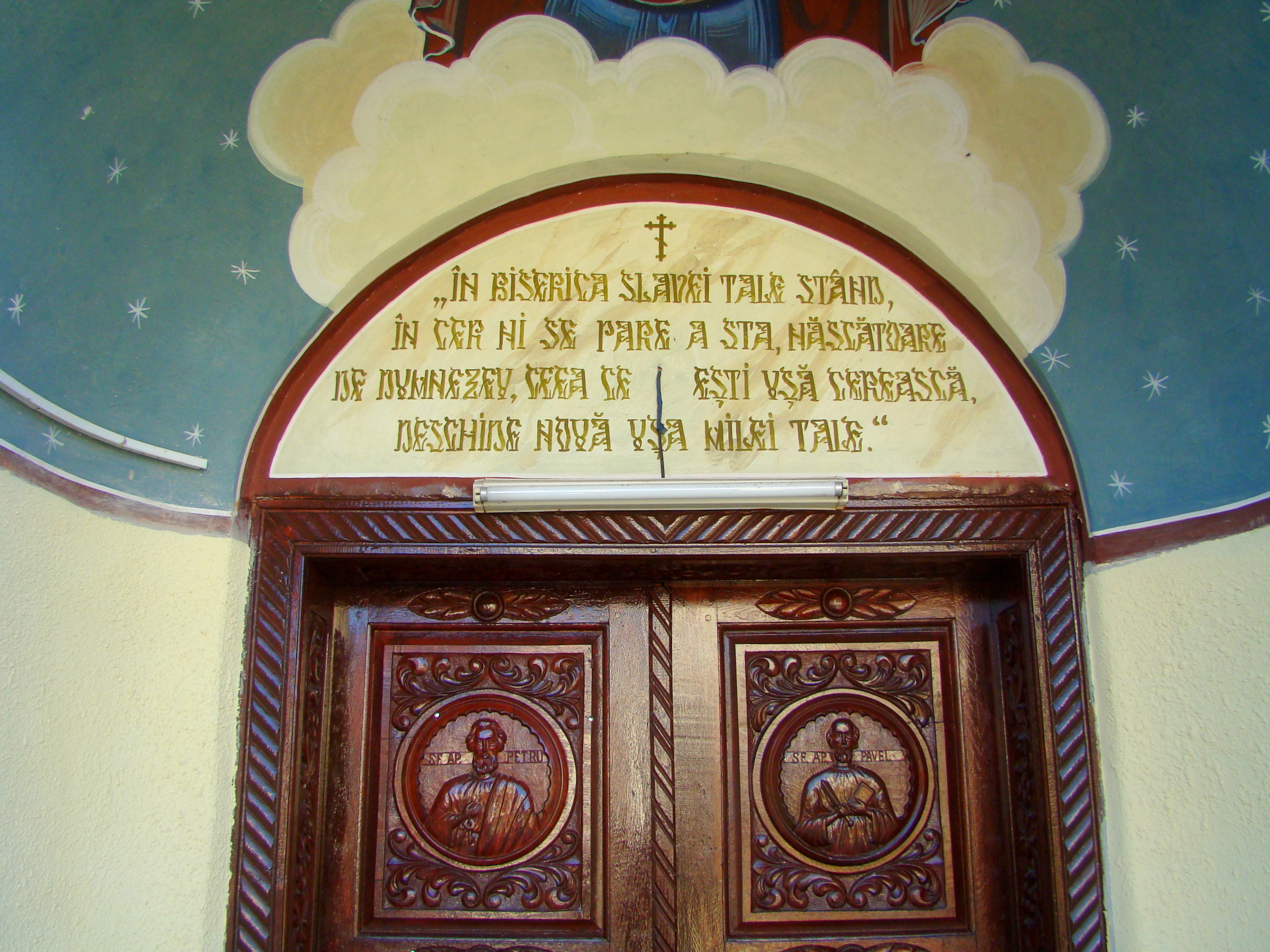
Intrarea
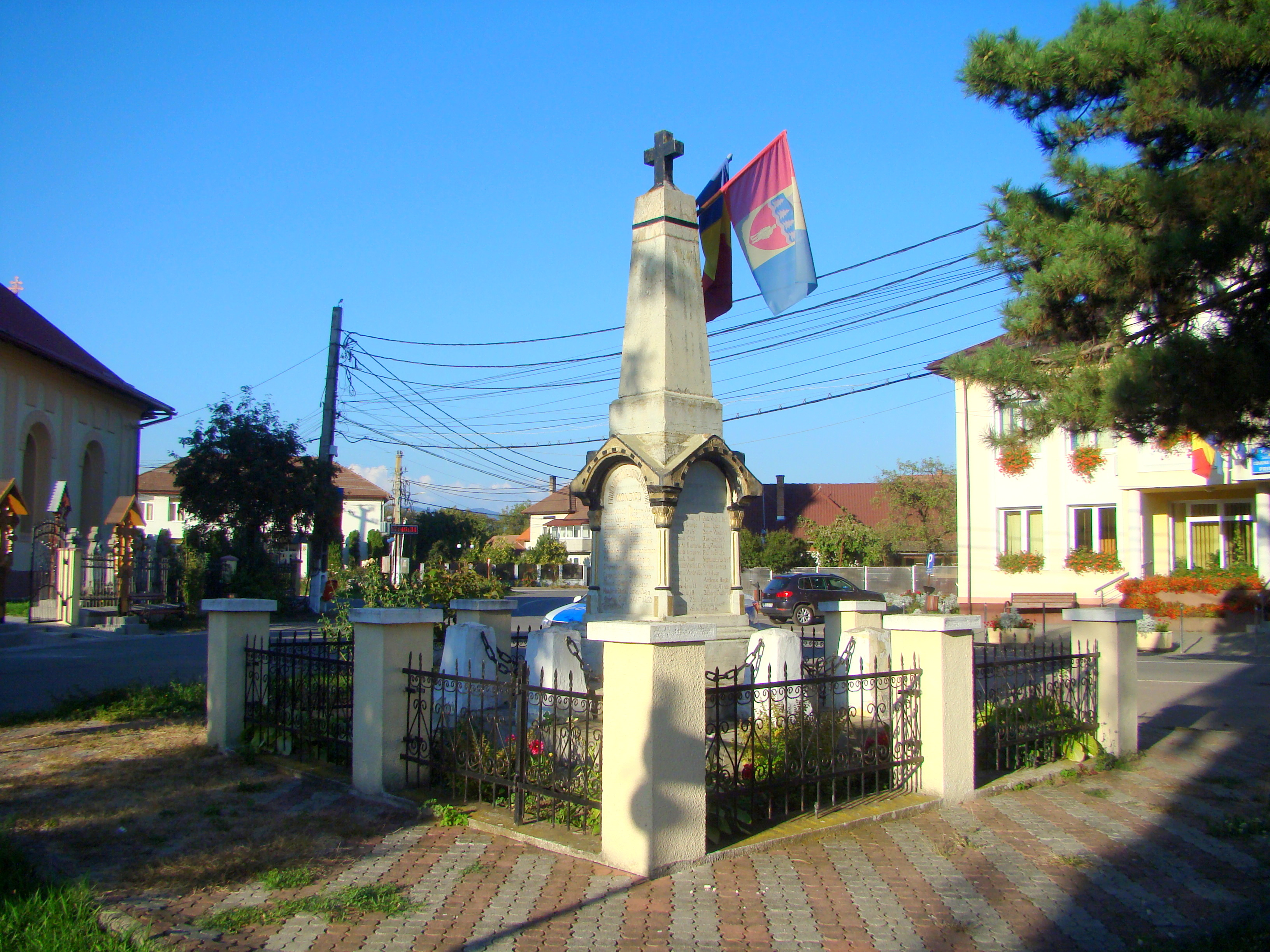
Monumentul eroilor din Rușii-Munți
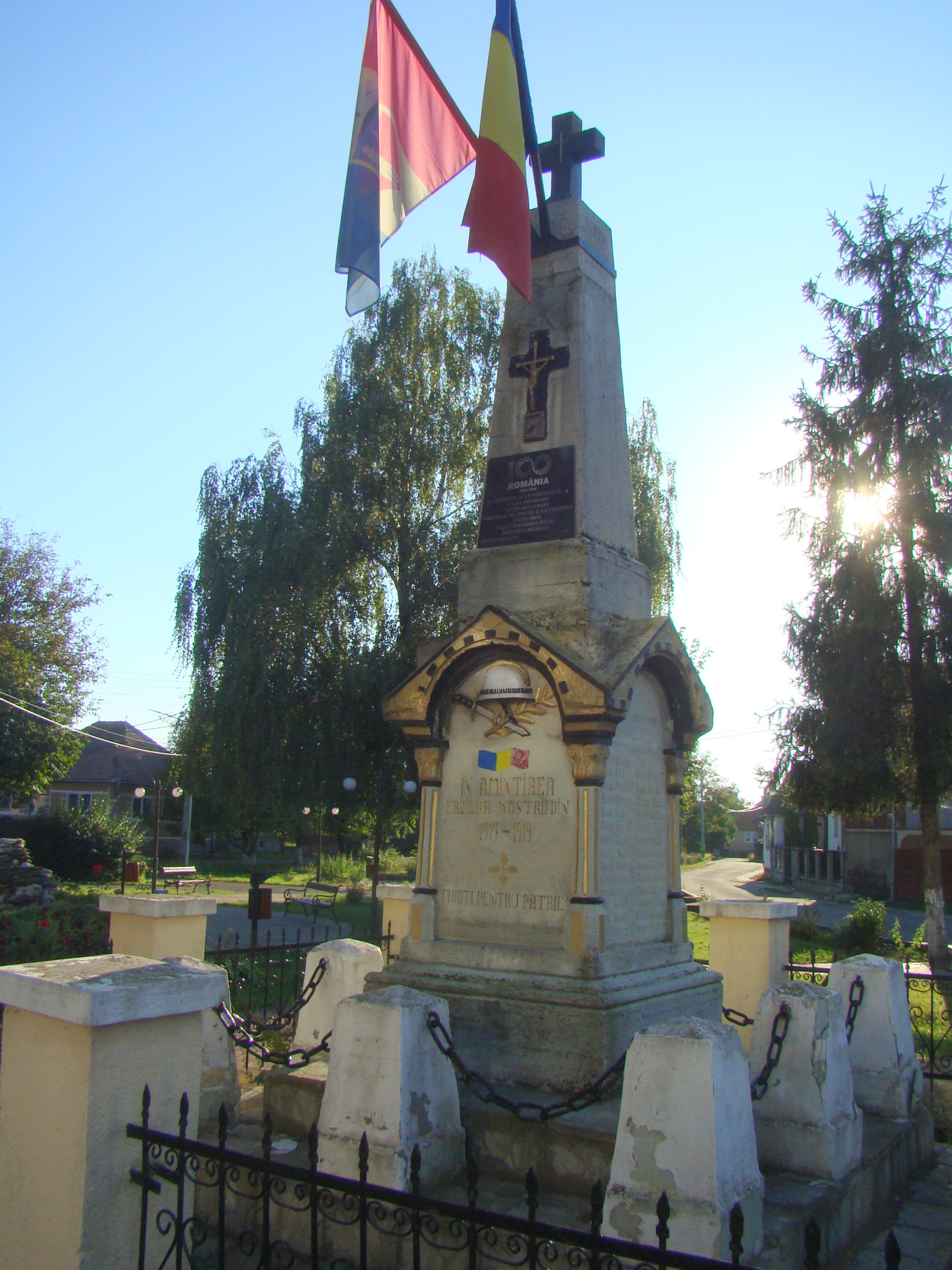
Monumentul eroilor din Rușii-Munți
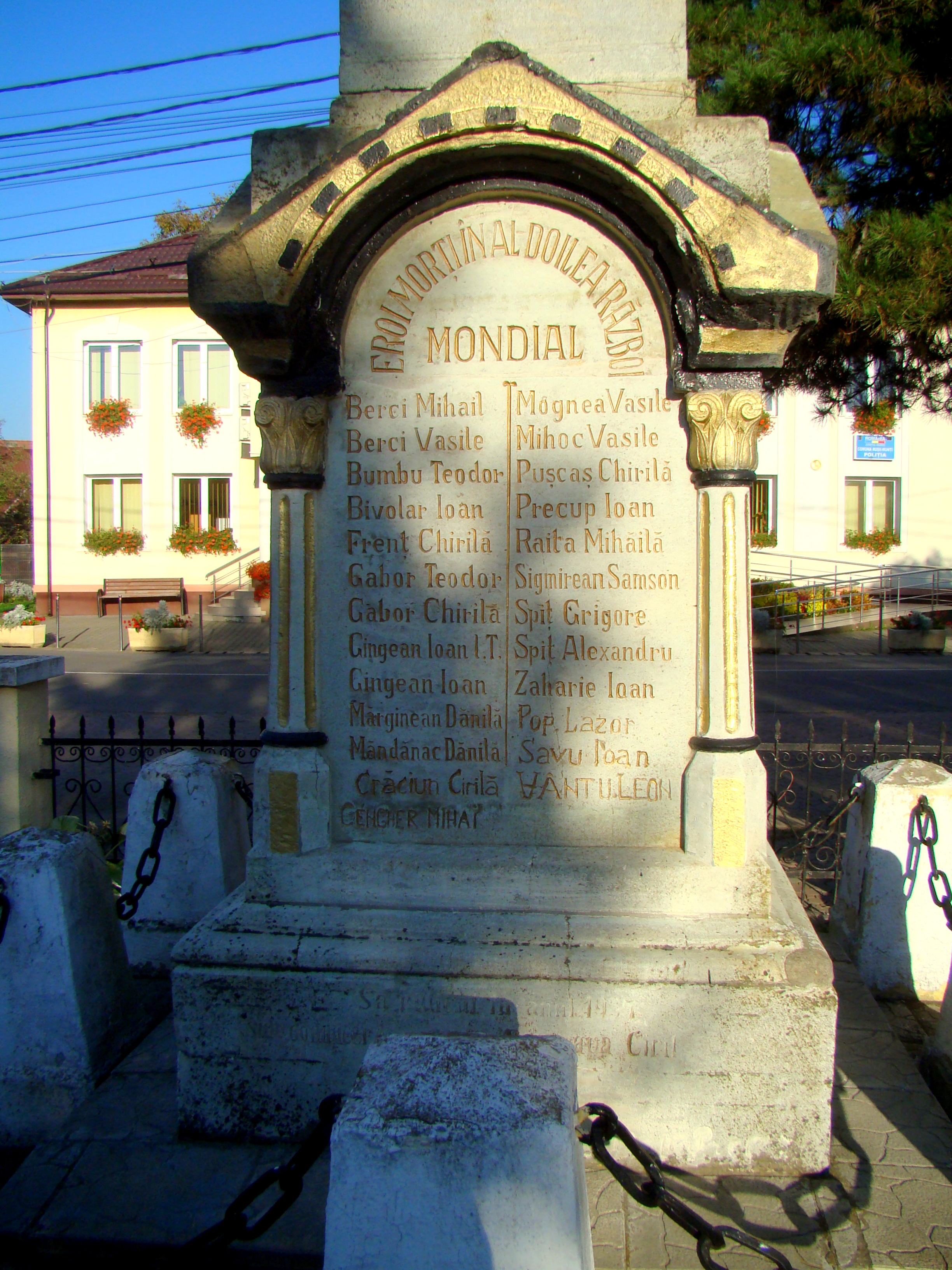
Monumentul eroilor din Rușii-Munți
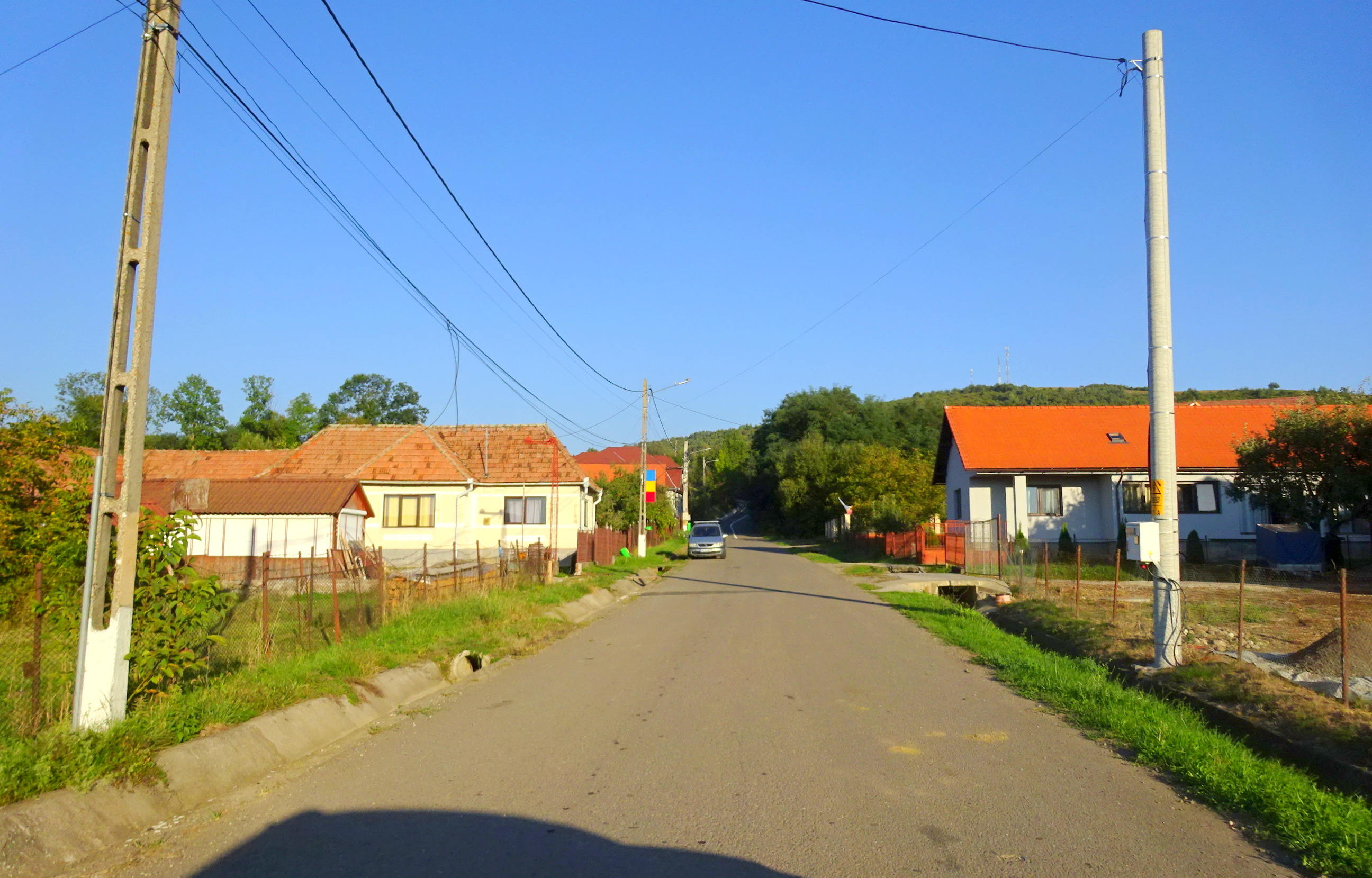
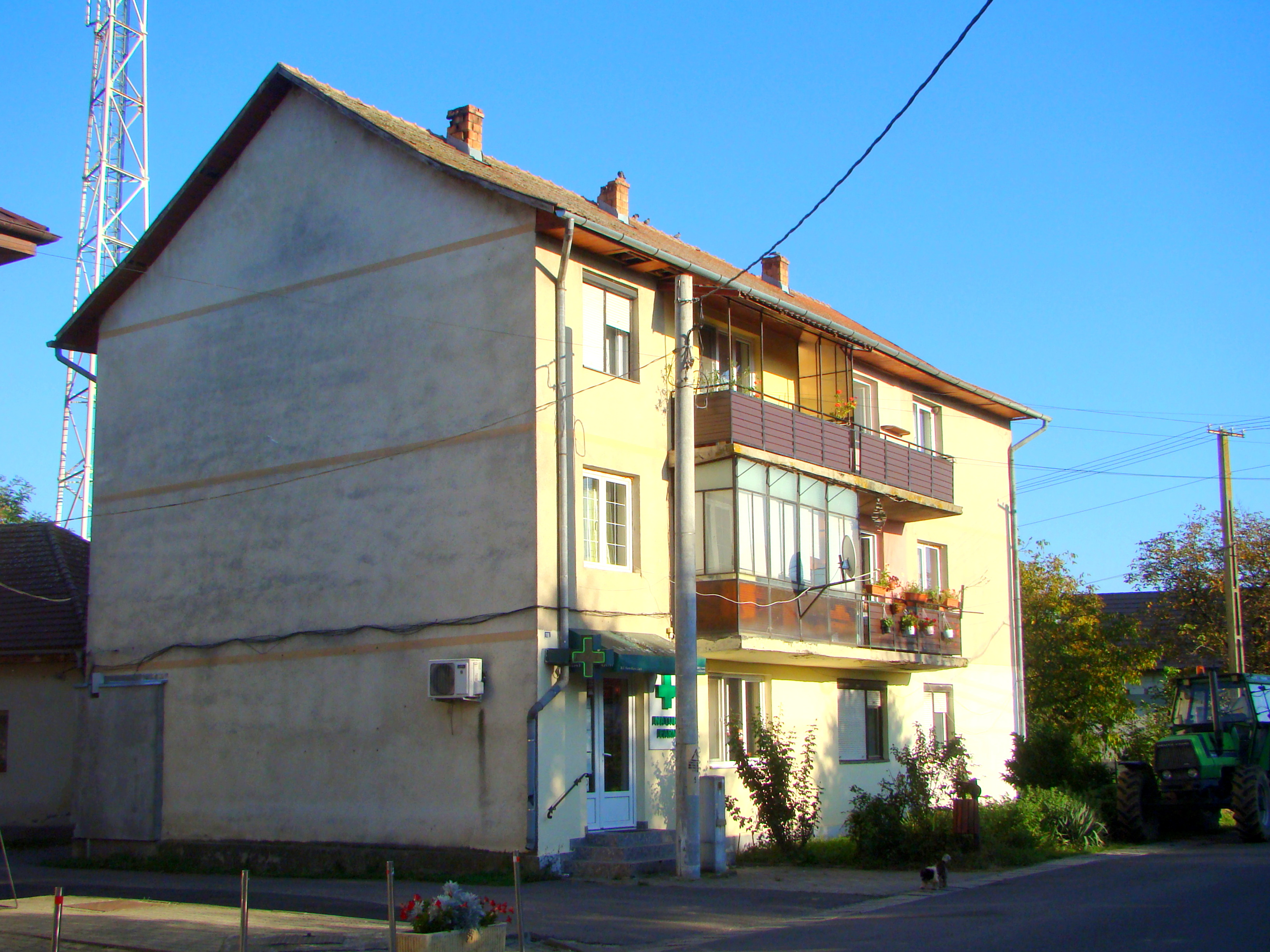
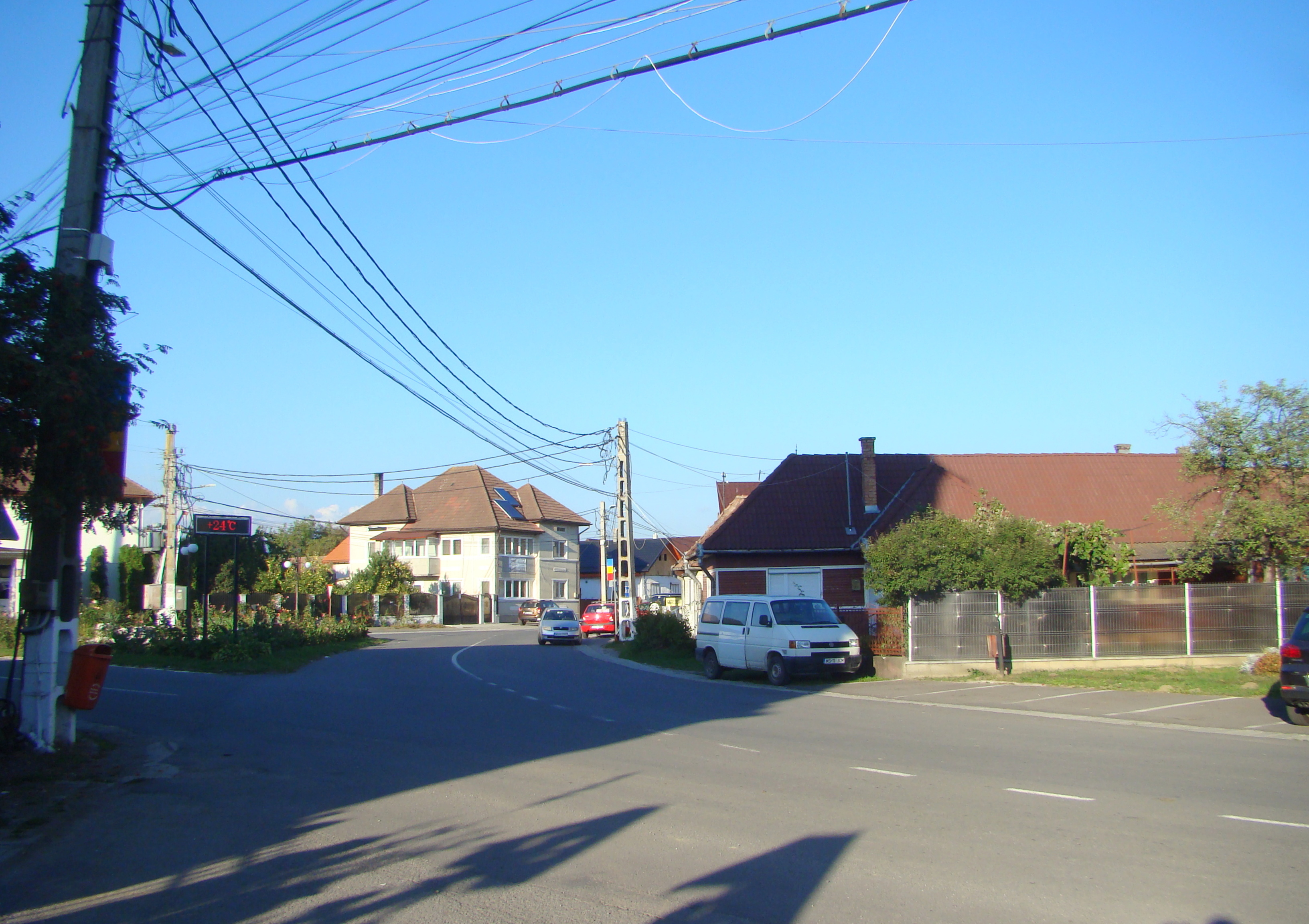
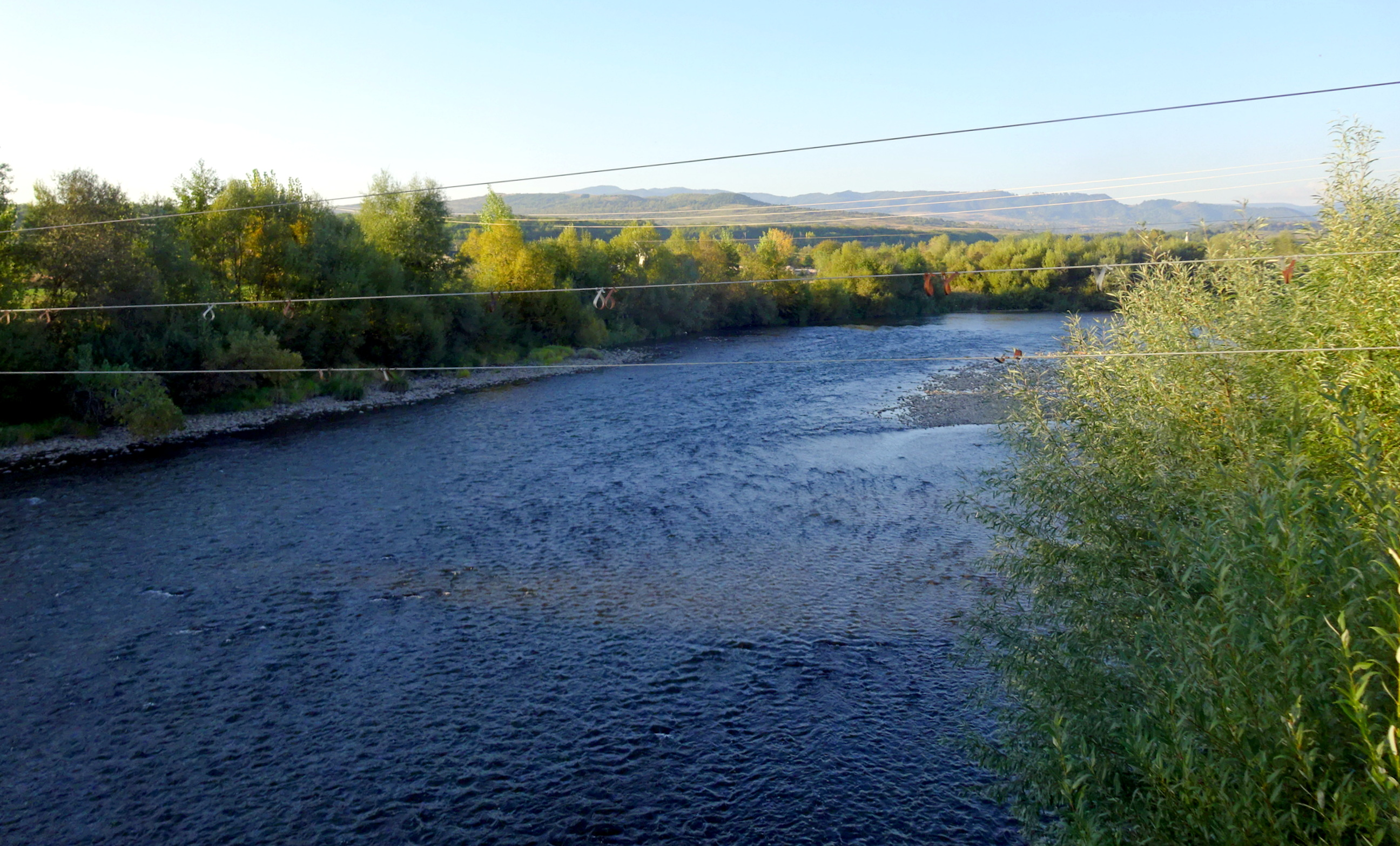
Râul Mureș la Rușii-Munți
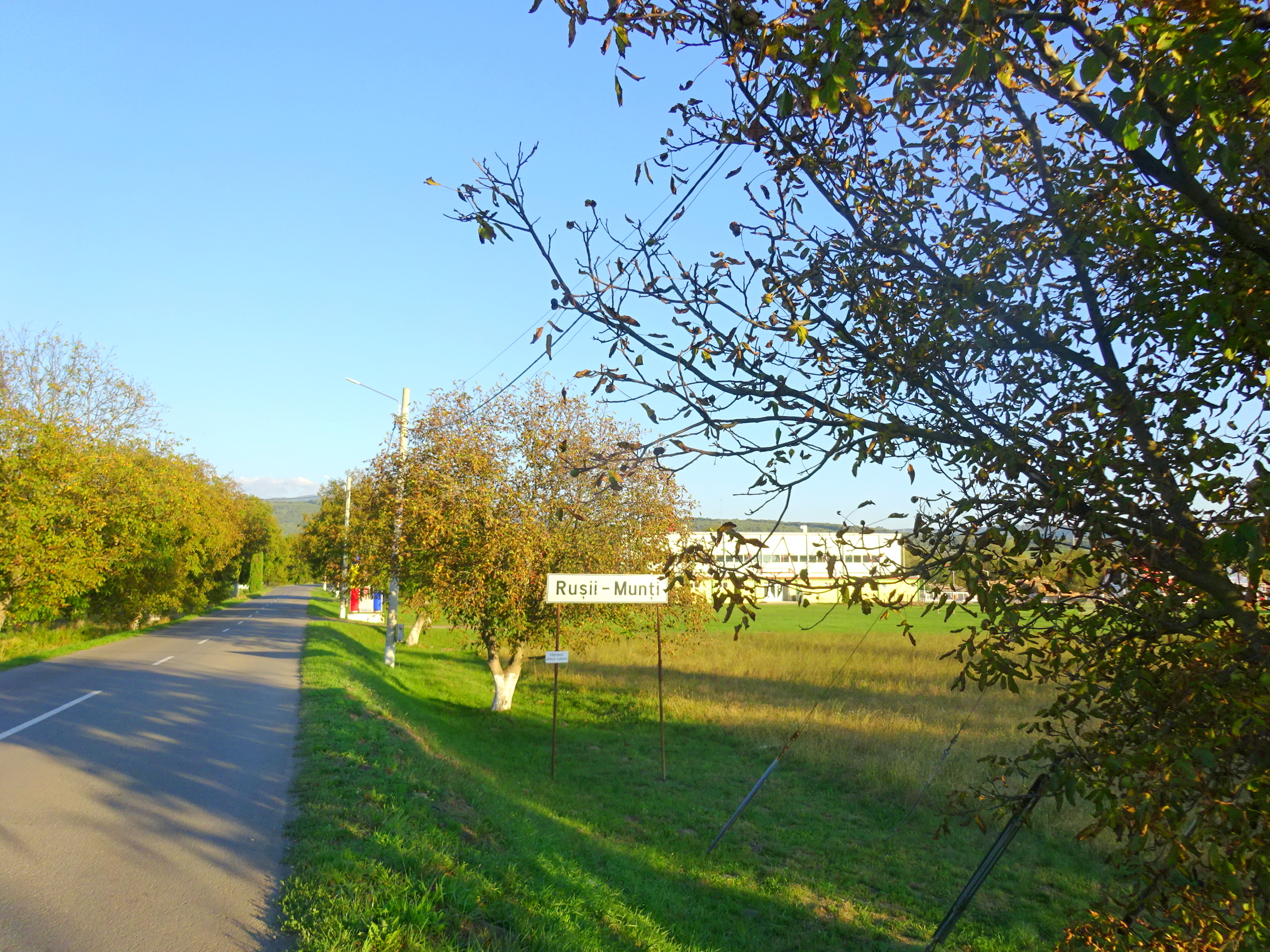
Intrarea dinspre Morăreni